# Dremomys
Genre
Dremomys est un genre de rongeurs de la famille des Sciuridae.

## Liste des espèces
Selon ITIS (2 juin 2016) :
- Dremomys everetti (Thomas, 1890)
- Dremomys gularis Osgood, 1932
- Dremomys lokriah (Hodgson, 1836)
- Dremomys pernyi (Milne-Edwards, 1867)
- Dremomys pyrrhomerus (Thomas, 1895)
- Dremomys rufigenis (Blanford, 1878)